# 魯氏野鯪
魯氏野鯪，為輻鰭魚綱鯉形目鯉科的其中一個種。分布於非洲幾內亞Kakrima河流域，本魚吻圓突出而有小瘤，背面輪廓凸狀，唇部有皺摺，成魚呈綠色，腹部淡色，魚鰭深色。背鰭軟條14至15枚；臀鰭軟條8枚，體長可達20.3公分。

## 扩展阅读
維基物種上的相關：魯氏野鯪